# Caroline Elkins
Caroline Elkins, född 1969 i USA, är historiker och professor vid Harvard University. 
Elkins forskning kretser kring kolonialismen i Afrika. 2006 tilldelades hon Pulitzerpriset för sin bok om brittisk tortyr och misshandel i Kenya vid Mau-Mau-upproret, Imperial Reckoning: The Untold Story of Britain's Gulag in Kenya (Imperieräkenskap: den oberättade historien om Storbritanniens gulag i Kenya).